# Districtul Fkirina
Fkirina este un district din provincia Oum El Bouaghi, Algeria.